# Eumelea duponchelii
Eumelea duponchelii là một loài bướm đêm trong họ Geometridae.